# Surinaamse Democratische Partij
De Surinaamse Democratische Partij (SDP) was een Surinaamse politieke partij. 
Deze partij werd begin 1955 opgericht door D.G.A. Findlay en een groep personen rond hem die het niet eens waren met ontwikkelingen binnen de Nationale Partij Suriname (NPS). Directe aanleiding was dat de NPS'er Pengel een verkiezingsafspraak had gemaakt met de Verenigde Hindostaanse Partij (VHP). De achterban van de NPS bestond vooral uit creolen terwijl de VHP gezien werd als een partij voor Hindoestanen. Findlay, die van 1949 tot januari 1955 voor de NPS Statenlid was geweest, was daarnaast journalist en hoofdredacteur bij de Surinaamse krant De West en gebruikte die krant ook om de politiek te beïnvloeden. Bij de parlementsverkiezingen van 1955 deed de SDP mee als onderdeel van het Eenheidsfront. De uitslag van de verkiezingen was dramatisch voor de NPS. Die ging van 13 naar 2 zetels terwijl het Eenheidsfront 11 van de 21 zetels behaalde. Er kwamen 5 SDP'ers in de Staten van Suriname:
- S.H. Axwijk
- E.R. Braaf
- R.B.W. Comvalius
- D.G.A. Findlay
- H.C. van Ommeren

Bovendien waren 3 minister in het kabinet-Ferrier van de SDP: M.I. Lobato (Landbouw, Veeteelt en Visserij), P.A.R. Kolader
(Sociale Zaken) en A.I. Faverey (Volksgezondheid). Bij de verkiezingen van 1958 kwam de NPS met 9 zetels sterk terug. Het Eenheidsfront (intussen bestaande uit PS, SDP en SVP) behaalde geen enkele zetel. Vijf jaar later werd Findlay herkozen en hij kwam toen samen met een partijgenoot (H.D. Hirasing) in het parlement. Van 1967 tot 1969 zat Findlay met een andere SDP'er (C.R. Biswamitre) in de Staten van Suriname. Bij de verkiezingen in 1969 kreeg de SDP 1,5% van de stemmen en raakte ze beide zetels kwijt. Daarna bleef Findlay nog wel actief bij De West maar kwam de SDP niet meer terug in het parlement.